# Dietrich Niebuhr
Dietrich Niebuhr (* 21. Oktober 1888 in Hirschberg; † 24. Oktober 1963) war ein deutscher Marineoffizier, Marineattaché und Übersetzer.

## Leben
Niebuhr trat im April 1907 in die Kaiserliche Marine ein und avancierte bis Ende September 1910 zum Leutnant zur See. In den kommenden Jahren erfolgte seine Verwendung im Bereich verschiedener Bordfunktionen und -kommandos, so 1913 als Wachoffizier auf dem U-Boot U 21. Während des Ersten Weltkriegs hatte er von April bis August 1916 das Kommando über UB 43. Nach seiner Ende März 1917 erfolgten Beförderung zum Kapitänleutnant kam er im August 1918 als Admiralstabsoffizier zum Befehlshaber der U-Boote. Nach Kriegsende und dem Zusammenbruch des Kaiserreiches verblieb Niebuhr im Marinedienst. Im November 1919 wurde er offiziell in die Reichsmarine übernommen.
Ohne einen Auftrag von Industrieverbänden wurde Dietrich Niebuhr durch das Marineamt im Reichswehrministerium Berlin 1929 nach Argentinien entsandt um sich in Buenos Aires, nach Billigung des argentinischen Marineamtes, in eine Beraterfunktion der Marineindustrie hineinzuarbeiten, um damit für beide Länder günstige Bedingungen zur Realisierung von Aufträgen der Marinerüstung zu realisieren. Eine Billigung dieses Schrittes durch den Reichswehrminister Wilhelm Groener (1867–1939) lag vor und außerdem war ein Informationsschreiben des Marineamtes an das Auswärtige Amt am 12. Januar 1929 gegangen. Um von vornherein eine gewisse Tarnung der eigentlichen Aktivitäten vor Ort zu ermöglichen, war er nicht als Offizier, sondern als Kaufmann in der deutschen Botschaft in Buenos Aires eingeführt. In diesem Aufgabenbereich als Vertrauensmann der deutschen und argentinischen Rüstungsindustrie hat Niebuhr bis 1936 gewirkt. Am 1. April 1936 wurde er zum Fregattenkapitän (E-Offizier) befördert.
Ab November 1936 wurde Niebuhr als Marineattaché an der deutschen Botschaft in Argentinien in Buenos Aires notifiziert. Der Amtsbereich Niebuhrs, der gleichzeitig auch als Luftwaffenattaché fungierte, umfasste außer Argentinien noch Brasilien, Uruguay, Paraguay und ab Ende 1937 Chile. In dieser Eigenschaft oblag ihm offiziell die Pflege der marinepolitischen Beziehungen dieser Länder. Zugleich war Niebuhr als Angehöriger der Abwehr für die deutschen Geheimdienstaktivitäten in Argentinien verantwortlich, zu deren Zentrum er Buenos Aires ausbaute. Unter Abdeckung eines Status als Attaché war Niebuhr seit 1938 für die Betreuung des neu beim Amt Ausland/Abwehr in Berlin gebildeten sogenannten „Etappendienst“ zuständig. Das war eine Organisation, die vom Chef der Abwehr Wilhelm Canaris (1875–1945) für die „Schiffsversorgung“ der deutschen Marine in wichtigen ausländischen Häfen aufgebaut worden war. Dabei handelte es sich um eine Tarnbezeichnung. Leiter des Etappendienstes, Deckname „Bolivar“, wie die Außenstelle für Argentinien bezeichnet wurde, war Werner Könnecke.
Im Jahre 1941 wurde Niebuhr auf Grund seiner geheimdienstlichen Aktivitäten von der argentinischen Regierung ausgewiesen. Sein Amt übernahm Günther Niedenführ.
Im Januar 1943 kehrte er als Kapitän zur See nach Deutschland zurück und übernahm von März 1943 bis Mai 1944 als Chef die Gruppe IV (Marinesonderdienst) der Abteilung Ausland in der Abwehr des Oberkommandos der Wehrmacht. Anschließend war er bis Kriegsende Chef des U-Verbindungsstabes Kroatien und gleichzeitig Marineattaché in Agram. Zum Ende des Zweiten Weltkriegs geriet Niebuhr in US-amerikanische Kriegsgefangenschaft. 
Ab 1954 arbeitete Niebuhr als Übersetzer und zum Teil als Mitherausgeber von Büchern, Romanen Kriegsliteratur aus dem Englischen und dem Spanischen. Darunter befanden sich auch die 1958 herausgegebenen Lebenserinnerungen des britischen Feldmarschalls Bernard Montgomery. Hauptsächlich pflegte er während dieser Zeit eine Zusammenarbeit mit dem List Verlag München, dem Schlichtenmayer Verlag Tübingen und dem Stalling Verlag Oldenburg.
Dietrich Niebuhr verstarb am 24. Oktober 1963.

## Arbeiten als Übersetzer
- Simons Fitz: Der Tabakkönig. Deutsche Buchgemeinschaft, Berlin 1954.
- Russel Grenfeldt: Das Ende einer Epoche. Schlichtenmeyer Verlag, Tübingen 1955.
- Jose Maria Gironella: Die Zypressen glauben an Gott. List Verlag, München 1957.
- John B. Glubb Pascha: Jenseits vom Jordán. Soldat mit den Arabern. List Verlag, München 1958.
- Bernard Montgomery: Memoiren. List Verlag, München 1958. (im Original: The Memoirs of Field-Marshal the Viscount Montgomery.)
- David Armine Howarth: Sie fuhren den Shetland-Bus. Schlichtenmeyer Verlag, Tübingen 1959. (im Original: The Shetland Bus.)
- Tadashi Nakajima / Rikihei Inoguchi: Der göttliche Wind. Stalling Verlag, Oldenburg/Hamburg 1959.
- Stephen Wentworth Roskill: Das Geheimnis um U 110. Bernhard & Graefe Verlag, Frankfurt/Main 1959. (im Original: The Secret Capture.)
- George N. Crocker: Schrittmacher der Sowjets. Das Schicksal der Welt lag in Roosevelts Hand. Schlichtenmeyer Verlag, Tübingen 1960. (im Original: Roosevelt's Road to Russia.)
- Pierre Barton: Abenteuer Alaska. Die große Jagd nach Gold und Glück. List Verlag, München 1960.
- Randolph Churchill: Sir Anthony Eden. Aufstieg und Fall. Bern 1960. (im Original: The Rise and Fall of Anthony Eden.)
- Geoffrey Bailey: Verschwörer um Russland. List Verlag, München 1961. (The Conspirators.)
- Montgomery of Alamein: Menschenführung. List Verlag, München 1961.
- Michael Caryer: El Alamein. Der Wendepunkt des Zweiten Weltkriegs. 1963.
- Jeso Maria Gironella: Reif auf Olivenblüten. List Verlag, München 1963.
- Stephen Wentworth Roskill: Der Seekrieg im Wandel der Zeiten: von Heinrich VIII bis zur Neuzeit. Verlag Fritz Schlichtenmayer, Tübingen 1965.